# Habrotrocha microcephala
Habrotrocha microcephala is een raderdiertjessoort uit de familie Habrotrochidae. De wetenschappelijke naam van deze soort is voor het eerst geldig gepubliceerd in 1906 door Murray.